# 若年失業

OECD各国における15-24歳の失業率

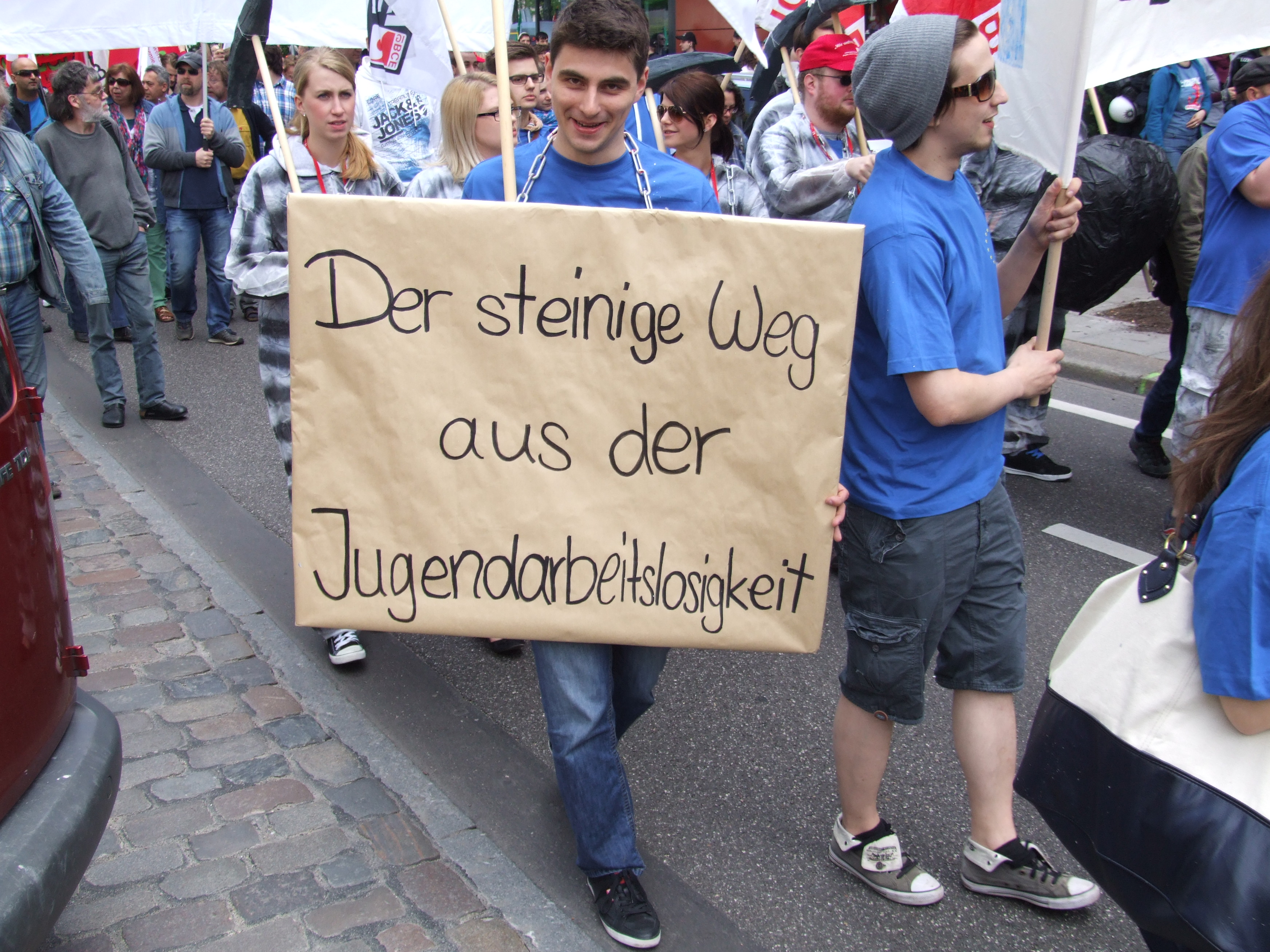
ハンブルグにおける、若年失業に抗議する若者

若年失業（じゃくねんしつぎょう、Youth unemployment）とは、若年者が仕事を探しているが見つけることができない状況を指し、国際連合では15-24歳の年代と定義している。ここでの失業とは、仕事はないが積極的に仕事を探している人を指している。公式に統計として測定される失業者は、生産年齢人口（多くは10代～60代半ば）で無職であり、働く意欲を持ち、積極的に職を探しているという条件を満たすものである。
世界のすべての国において、若年失業率は、成人の失業率よりも高くなる傾向にある。世界には15-24歳の年齢の若者が12億人おり、これは世界人口の17%を占める。その87%は発展途上国に住んでいる。国連が定義する若年者の範囲は、義務教育終了後から24歳までが対象である。
若者失業は、革命、政治的・社会的動乱、制度や国家に対する対立について、主要な触媒とまでは言わないものの、主に関連付けられてきた。歴史的に見ても若者失業は、政治体制の動揺、変革、転覆、大規模な社会変動と関連してきた。アラブの春、ロシア内戦、フランス革命といった紛争は、すべて大規模な若者失業が主な原因である。

## 原因

### 教育の質のミスマッチ
教育の質と関連性は、しばしば若者失業の根本原因の第一と考えられている。2010年では、先進27カ国中25カ国において、最も失業率が高いのは初等教育以下の人口であった 。しかしながら高等教育を受けていても、適切な仕事にありつけるとは保証されない（学歴難民）。たとえばチュニジアでは、大学卒業者では40%が失業しているのに対し、非大卒者のほうは24%と低かった。トルコでは、女性大卒者の失業率は男性大卒者の3倍以上、イランとアラブ首長国連邦では3倍近く、サウジアラビアでは8倍となっている。
教育側は、労働市場のニーズに適切に対応できていないため、若者の就職難と、企業側が必要なスキルを持った人材を採用できないという2つの結果を引き起こしている。ある世界的調査によると、世界の雇用者の55％以上が「スキル危機（スキル・クライシス）」と考えており、学生が教育制度において学ぶスキルと、職場で求められるスキルとのミスマッチが拡大していると企業側は報告している。多くの政府にとって、このギャップをどのように埋め、雇用主が求めるスキルを若者が身につけられるようにするかが重要な課題となっている。

### 労働市場と規制
第一に雇用保護規制が強固であると、業績悪化時にたやすく整理解雇したり、また新規採用者のモチベーションが低かったり機能不全であっても解雇できないため、雇用主は最低人数以上の労働者を雇うことに慎重になる 。
第二に、インターンシップ、季節労働、短期契約などの一時的雇用形態の発達により、若年労働者が不安定な状況に置かれるようになったことである。そういった雇用は一時契約であるため、企業活動が縮小する際は、整理解雇は若い順に行われることが多い[15][7][16]。解雇となった場合、若年者はその企業で短期間しか働いていないため、たいてい整理解雇手当を受け取る資格がない。そのため雇用終了時には、多くは失業し求職活動で不利な状況に置かれる。しかしながら一部の若者は、高等教育期間中にパートタイムで仕事に就くようになっている。その割合はイタリア、スペイン、フランスなどの国では低いが、米国ではおよそ1/3の学生が教育と仕事を両立させている。

## 各国の状況

### 欧州連合
欧州の大不況の影響で2009年には、16-19歳の男性では15%、女性で10%しかフルタイムの雇用を得られなかった。欧州連合における若者雇用率は、2011年上半期に32.9%と過去最低を記録した。EU加盟国のうち、ドイツは7.9%と低く突出している。
2019年10月の時点で、EU28ヵ国において320万人の25歳未満の若年者が失業しており、そのうち226万人がユーロ圏である。若者失業率はEU28ヵ国で14.4%、ユーロ圏で15.6%となっており、2013年の約25%から低下した。最も若年失業率が低いのはチェコ（5.5%）とドイツ（5.8%）であり、最も高いのはギリシャ（2019年第2四半期で33.1%）、スペイン（32.8%）、イタリア（27.8%）であった。
多くの国では、若者失業者を対象とした若者対策プログラムを制定している。

### フランス
フランスは1990年代より、長らく若年失業率が20%前後の水準にある。そのため未経験者の試験雇用を活性化せるため、試用期間（新規雇用してから理由がなくとも解雇ができる）を3か月から2年に延長する法律（初期雇用契約, CPE）を2006年に制定したが、若者世代が「解雇の乱発や雇用の不安定化につながる」などの理由で反発し、撤回に追い込まれている。ただし、フランスでは実習生制度（スタージュ、インターンシップと訳されることもある）を正式採用前に優秀な人材を選別するため利用している企業が多く、これが実質的に解雇自由の状態で若者を働かせることができるシステムとして機能しているため、若年層の解雇規制には抜け道がある。実習生は正社員と同じ仕事を長期にわたり続けているにもかかわらず、月給200ユーロ（約2万2000円）程度の極端な低賃金で雇われることもあり、フランスでは社会問題となっている。

### 英国
英国における若年失業率とは、通常18-25歳までの若者の失業率として測定される。関連する概念として、大学を卒業した人の失業率を表す「大卒者失業率（graduate unemployment）」がある。2010年6月の統計では、25歳以下の失業者は92万6000人であり、若者失業率は19.6%となる。これは過去16年で最も高い若年失業率として記録された。2011年11月の若者失業者は102万人に達したが、2014年8月には767万人に減少している。英国の高い若者失業率は、一部の政治家やメディア論者に「失われた世代（ロストジェネレーション）」として語られる。

### 日本
日本は以下の時期に、若年失業率が高まり10%台に突入した。
- 1999-2005年 （バブル崩壊） [1]
- 2009-2010年 （リーマンショック）[1]

2011年以降は働き方改革が進められ、若年失業率はOECD諸国において最小となった。

### 韓国
大韓民国ではアジア通貨危機（IMF経済危機）の1997年以後に景気が急激に悪化し、金大中政権による労働法制の改悪が追い討ちをかけ、不安定労働者（プレカリアート）が激増している。2007年時点の20代（1978年-1987年生まれ）は、日本の同年代生まれと同じく就職難に遭遇し、契約社員や請負・派遣・アルバイト・パートなどの不安定雇用に泣き寝入りしている者が非常に多い。この世代は、平均賃金88万ウォン（非正規職の平均賃金119万ウォンに20代の給料の平均比率74%をかけた20代の平均給料）から「88万ウォン世代」と呼ばれる。この世代の月収は日本円に換算して約68,700円（2009年10月現在）に相当するその後は恋愛・結婚・出産を諦めた「三放世代」という呼称も生まれた。韓国ではこうした世相を自嘲したヘル朝鮮（ヘルチョソン）というネットスラングも登場している。

### 中華人民共和国
中華人民共和国では、2003年頃より大卒者の就職難が深刻化し、2007年の就職率は7割前後に留まった。また、地域によっても格差が激しい。
2007年時点の中国での就職難の要因としては、高学歴者の増加や、雇用のミスマッチ（企業が求めている人材と、大学を卒業する就職希望者とのニーズが一致していない）が指摘されている。同年時点で中国では経済成長が続いており、全体的には人手不足とそれに伴う賃金上昇圧力が強まりつつある。一方で大多数の企業では、低賃金で単純作業をこなす労働者を欲している一方で、高学歴者の需要はそれほどではないため、高学歴者の増加に需要が追いついていない状況にある（資格過剰）。
2007年時点で、中国での高学歴者の供給超過は、就職難や賃金の低下圧力という状況を作り出している。特に賃金低下がさらなる就職難を招く悪循環を引き起こしている。同年時点で、中国の大学は年間2万元以上の学費等の教育費を必要とするが、これは農村の年収を超える額であり、農村出身の学生は借金をしながら通うことになる。そのため、卒業後に借金を返済しながら生活をするためには初任給に2500元以上が必要という。
ところが、高学歴者の供給超過は初任給の低下を引き起こすようになる。2007年12月20日付産経新聞によれば、「2000年当時、北京の就職市場では一般に『3・6・9』と言われた。学士の初任給が3,000元、修士6,000元、博士9,000元という意味である。だが、北京大学教育学院の2005年度の調査では、学士の平均初任給は1,549元、修士が2,674元、博士が2,917元に激減していたのだ」。この結果、一定額以上の収入が必要な新卒者は就職を見送り、翌年に好条件の就職口を探そうとするが、翌年には新たな新卒者が労働市場に供給されるため、さらなる供給超過と賃金低下に陥るという悪循環が形成された。

### その他の国
日本、韓国、中国以外の国でも、1990年代から2000年代のグローバリゼーションにより、就職氷河期が発生している。折しも1991年の総量規制によるバブル崩壊と期を同じくして、世界情勢は1991年12月のソビエト連邦の崩壊による冷戦終結という歴史の転換点を迎え、旧共産圏が市場経済へ移行するなど、経済面でも極めて大きな変化がいくつも生じた。経済のグローバリゼーションが進み、労働力の供給源が先進工業国から中国を初めとする新興国（BRICS）へと大量に移動していったこともそのひとつである。

## 影響

### 失われた世代
若者失業者は「失われた世代（ロストジェネレーション）」と呼ばれている。生産性が失われるだけでなく、失業が若者とその家族に直接的、間接的に長期にわたって影響を与えるためである。低い給与は、同世代の人たちと競争力のある収入を得るようになるまで、失業期間から20年間続くこともある。広範な若者失業は、社会的排除された世代が貧困に陥る大きなリスクにもつながる。例えばスペインでは、所得不平等が18%増加した。

## 考えられる解決策

### 労働市場改革
労働市場政策や制度の役割は、国によって大きく異なっている 。以下では、若者の雇用へのアクセスを促進するために最近議論されている、主要な提案について簡単に説明する。
第一に、正規雇用と一時雇用についての、よりバランスのとれた雇用保護規制が必要である。これは、職務経験のない若者が自分の能力とスキルを証明し、そののち徐々に正規雇用に移行できるようにするものである。また、正規雇用と一時雇用の待遇をより平等にすることで、非正規雇用との戦いとの助けとなる（同一労働同一賃金）。これらのアイディアに基づき、柔軟な雇用契約を設計して若者に提供しようという、いくつかの議論が行われている。
第二に、失業中の若者に提供される所得支援の水準とその範囲に、議論が集中している。直接的な財政支援から、徒弟制度への資金提供に支援をシフトすることを検討する国がある。一方では、積極的な就職活動および職業訓練を行う厳しい義務と引き換えに、支援を強化する国もある。
第三に、政府は、若者失業に対して全体的なアプローチで取り組み、雇用者と訓練者を徐々に巻き込んでの、リメディアル教育（学びなおし）、職場体験、成人の指導に焦点を当てた集中プログラムを提供しようとしている。